# Sven Krauss
Sven Krauss (Herrenberg, Baden-Württemberg, 6 de gener de 1983) és un ciclista alemany, professional del 2004 al 2008. Després, i fins al 2010, va córrer en equips amateurs.

## Palmarès
- 2001
  - 1r a la Cursa de la Pau júnior
- 2003
  - Vencedor d'una etapa de la Volta a Turíngia
- 2005
  - Vencedor d'una etapa de la Rothaus Regio-Tour
- 2010
  - 1r al Rund um Düren
  - Vencedor d'una etapa del Cinturó a Mallorca
  - Vencedor d'una etapa de la Volta a l'Alta Àustria

### Resultats al Giro d'Itàlia
- 2005. 132è de la classificació general
- 2006. 97è de la classificació general
- 2007. 135è de la classificació general
- 2008. 131è de la classificació general

### Resultats al Tour de França
- 2007. 137è de la classificació general
- 2008. 143è de la classificació general